# النشيد الوطني الروسي
نشيد الدولة للاتحاد الروسي (بالروسية: Государственный гимн Российской Федерации) أحد رموز الدولة الروسية، إلى جانب العلم والشعار. موسيقى النشيد وقافية الكلمات مأخوذة من نشيد الاتحاد السوفيتي، الذي كتب ألحانه ألكسندر ألكسندروف، وكتب كلماته سيرغي ميخالكوف وغابرييل إل ريغيستان. اعتُمِد النشيد الحالي عام 2000، وحل محل النشيد السابق، الأغنية الوطنية، وهي مقطوعة موسيقية دون كلمات كانت نشيدًا لروسيا من 1990 حتى 2000.
تغيّر النشيد الوطني لروسيا عدة مرات مع تغيّر النظام السياسي؛ أول نشيد وطني رسمي لروسيا هو «صلاة الروس» وهي قصيدة من تأليف الشاعر فاسيلي جوكوفسكي كانت تؤدّى على لحن ليحفظ الله الملك ثم استبدلت بنشيد «ليحفظ الله القيصر» الذي استمر نشيدًا للإمبراطورية للروسية حتى سقوطها عام 1917، اعتمدت الحكومة المؤقتة أغنية عمال مارسيليز الثورية نشيدًا لها، وبعد وصول البلاشفة إلى السلطة اعتُمد النشيد الثوري «الأممية» نشيدًا لروسيا السوفيتية وثم الاتحاد السوفيتي. أثناء الحرب العالمية الثانية لم يكن نشيد الأممية متوافقًا مع التوجه السياسي آنذاك لذلك استبدل بنشيدٍ من تأليف سيرغي ميخالكوف وغابرييل إل ريغيستان على ألحان نشيد الحزب البلشفي التي كتبها ألكسندر ألكسندروف، بعد وفاة ستالين، توقف استخدام نص النشيد وبقي لحنه، نظرًا لأن نص النشيد كان يمجد ستالين، واستمر هذا الوضع حتى عام 1977، حينها كتب نص جديد لا يذكر ستالين، في عام 1990 اعتمدت مقطوعة الأغنية الوطنية نشيدًا لجمهورية روسيا السوفيتية واستمرت نشيدًا لروسيا الاتحادية بعد تفكك الاتحاد السوفيتي، وفي عام 2000 تغير النشيد بنشيد جديد كتب كلماته سيرغي ميخالكوف على نفس لحن النشيد السوفيتي وهو النشيد الحالي لروسيا الاتحادية.
وفقًا لاستطلاع مركز عموم روسيا لدراسة الرأي العام فإن 85% من الروس يشعرون بالفخر أو الإعجاب والتعاطف عند سماع النشيد الروسي و11% يشعرون باللامبالاة.

## تاريخ النشيد الوطني في روسيا

### الإمبراطورية الروسية
في عام 1791 كتب الشاعر جافريلا ديرجافين كلمات أغنية «دوي رعد النصر» (بالروسية: Гром победы, раздавайся) وذلك خلال الحرب الروسية العثمانية (1787-1792) بعد انتصار قوات ألكسندر سوفوروف واستيلائها على حصن إسماعيل، أصبحت أغنية دوي رعد النصر شهيرة للغاية واعتبرت النشيد غير الرسمي للإمبراطورية الروسية، وقد وضع ألحان النشيد أوسيب كازلوفسكي. ورغم أنها أعجبت العامة وأعجبت المقربين من كاترين الثانية، إلا أنها لم تعتمد رسميًا كنشيد.
بعد تعيين بافل بيتروفيتش إمبراطورًا لروسيا، كان متضايقًا من أغنية دوي رعد النصر، وذلك لأنها كانت تمجد والدته، كاترين، والتي كانت علاقته بها ليست بالجيدة، لذلك حلت محلها ترنمية «ما أعظم ربنا في صهيون» (بالروسية: Коль славен наш Господь в Сионе) التي وضع ألحانها ديميتري بارتنيانسكي في عام 1794، على كلمات ميخائيل خيراسكوف. وعزفت علنًا لأول مرة في قصر الشتاء في التاسع والعشرين من نوفمبر لعام 1798، وقد أحبها بافل، ولكنها لم تعتمد رسميًّا نشيدًا للإمبراطورية. وكانت أيضًا ذات مكانة لدى الماسونيين. وتعزف حاليًّا في المراسم العسكرية لدفن الجنود.
في 16 مايو 1816 في العرض العسكري في وارسو، وبأمر من الدوق الأكبر قسطنيطين بافلوفيتش، عُزِفَ لحن نشيد «فليحفظ الله الملك» لاستقبال ألكسندر الأول، وفي نهاية ذات العام أصبحت قصيدة «صلاة الروس» (بالروسية: Молитва русских) التي ألفها الشاعر فاسيلي جوكوفسكي عام 1814، نشيدًا وطنيًا ورمزًا رسميًا للإمبراطورية الروسية، وذلك بمرسوم من ألكسندر الأول، وقد كانت تؤدى بنفس لحن نشيد ليحفظ الله الملك.
واستمرت نشيدًا للإمبراطورية حتى استُبدلت في الثامن عشر من ديسمبر لعام 1833 بنشيد «ليحفظ الله القيصر» (بالروسية: Боже, Царя храни)، مع بقاء اللحن الإنجليزي.

### الحكومة المؤقتة
بعد ثورة فبراير، وبعدما أطيح بالحكومة الملكية، في الثاني من مارس (تقويم يوليان) من عام 1917، بعد خمس أيام من تنازل نيكولاي الثاني عن العرش، اعتمدت أغنية «عمال مارسيليز» (بالروسية: Рабочая Марсельеза) التي ألفها الفيلسوف الثوري بيوتر لافروف عام 1875، والمكتوبة على ألحان النشيد الفرنسي لامارسييز، نشيدًا وطنيًا للحكومة المؤقتة. وقد كان الثوار ينشدونها أثناء الثورة. في البداية، كانت تعزف على نفس اللحن الفرنسي، ومن ثم قام الملحن ألكسندر غلازوناف بتعديل الألحان كي تكون متوافقة أكثر مع الكلمات الروسية.

### الاتحاد السوفيتي

#### الأممية
«الأممية» (بالفرنسية: L'Internationale)‏ نشيد ثوري فرنسي، يعود تاريخ تأليفه إلى عام 1871، كتب كلماته الشاعر الفرنسي أوجين بوتييه، وذلك بعد انهيار كومونة باريس، وقد كان في البداية يؤدى على ألحان لامارسييز، ثم كتب بيير ديغيتر لحنًا خاصًا له في عام 1888.
بعد الإطاحة بالحكومة المؤقتة في ثورة أكتوبر، استمر استخدام عمال مارسيليز نشيدًا، حتى 25 أكتوبر 1917 (تقويم يوليان) حينها ولأول مرة أُنشد نشيد الأممية وذلك بعد الاستيلاء على قصر الشتاء، وقبل بدء المؤتمر الثالث لسوفيت نواب العمال والفلاحين والجنود. وفي بداية عام 1918 أصبح نشيد الأممية نشيدًا لروسيا السوفيتية وثم للاتحاد السوفيتي. والنص الذي اعتمد للنشيد هي ترجمة أركادي كوتس في عام 1902، وقد ترجم حينها المقطع الأول والثاني والسادس وهي ذات المقاطع التي استخدمت نشيدًا للاتحاد السوفيتي.
يقول فلاديمير لينين عن نشيد الأممية: «هذه الأغنية تُرجِمت إلى جميع لغات أوروبا وأغلب لغات العالم، في أي بلدٍ قد يجد فيه العامل المكافح نفسه، أينما قُدِّرَ له أن يكون، وإن كان يشعر بينهم بالغربة، ودون أي يجيد لغتهم، أو أن يعرف أحدًا منهم، بعيدًا عن وطنه، سيجد حتمًا رفاقًا وأصدقاءً عبر لحن الأممية».
استمر نشيد الأممية نشيدًا للاتحاد السوفيتي حتى عام 1944. وفي نفس العام أصبح نشيدًا لحزب البلاشفة، ولا زال حتى الآن نشيدًا لخليفته، الحزب الشيوعي الروسي.

#### نشيد ما بعد 1944

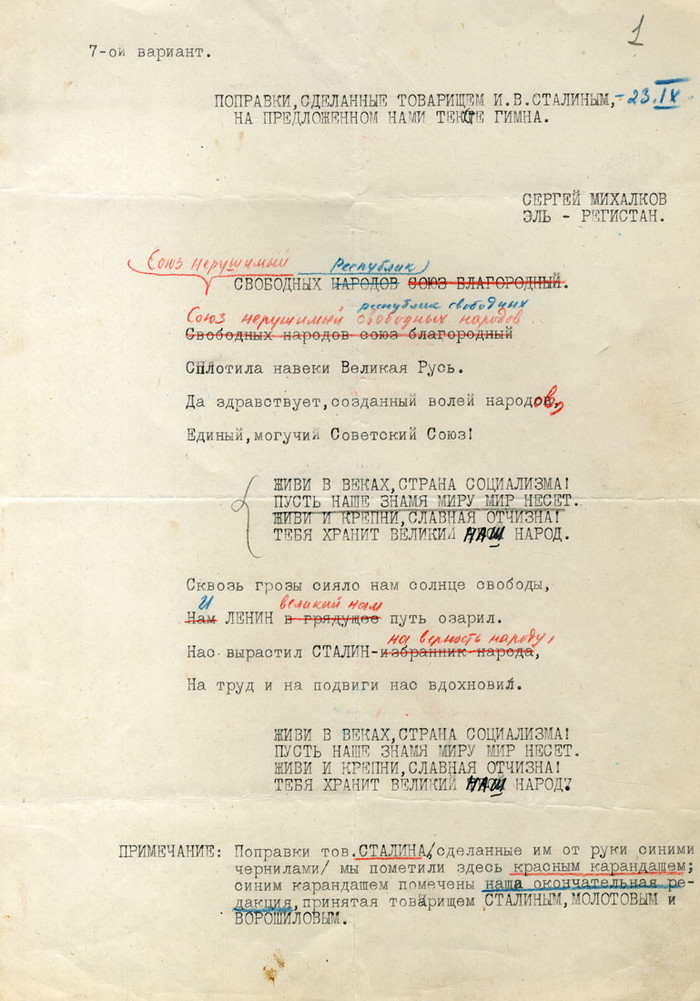
نص إحدى النسخ الأولية لنشيد الاتحاد السوفيتي مع تعديلات وإضافات ستالين.

مع بداية الحرب العالمية الثانية، أصبح نشيد الأممية غير ملائم كنشيد للاتحاد السوفيتي، حيث أن السياسة السوفيتية تحولت من الثورية الأممية إلى الوطنية. ولذلك، في عام 1943، وبعد عدة أشهر من الانتصار في معركة ستالينغراد، أُعلن عن مسابقة لإنشاء نشيد وطني جديد، شارك فيها أكثر من 200 شخص، من ضمنهم 41 شاعر وأكثر من 160 ملحن ينتمون لمختلف جمهوريات الاتحاد السوفيتي، ترأس لجنة الإشراف على الطلبات المارشال كليمنت فوروشيلوف، ولكن أغلب النسخ لم تكن مناسبة، حيث رأى ستالين أنها كانت معقدة وأصيلة جدًا. خلال شهرين، راجعت اللجنة أكثر من 223 نسخة للنشيد، وتوقفوا عند نسخة ألكسندر ألكسندروف التي كتبها على كلمات فاسيلي ليبيديف-كوماتش والتي تشكل نشيد الحزب البلشفي، وقد بدت مثاليةً لتكون نشيدًا للاتحاد السوفيتي، وكُلف سيرغي فاسيلينكو بضبط ألحان النشيد.

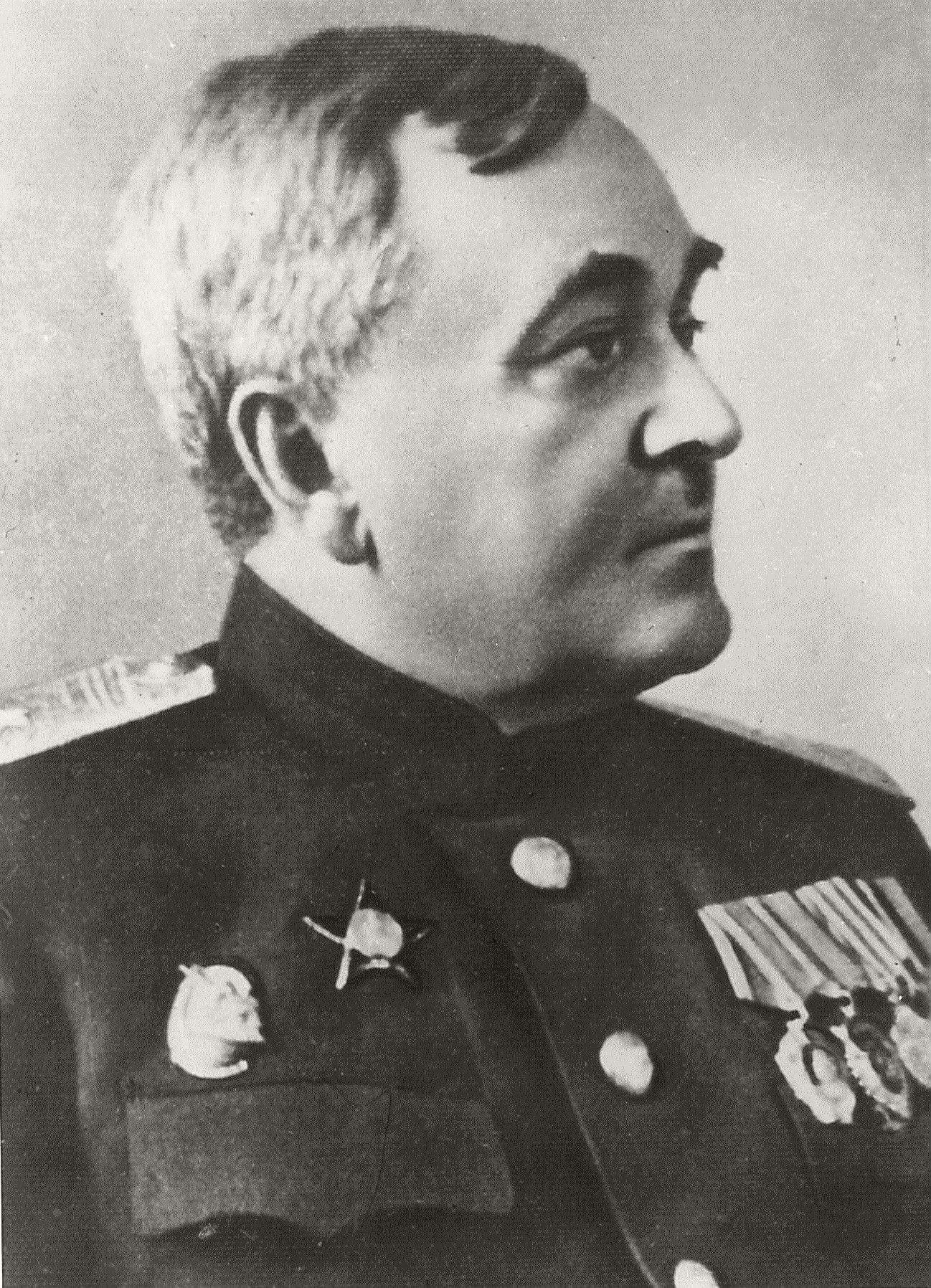
ألكسندر فاسيفليتش ألكسندروف

خلال خريف 1943 جرت العديد من المقابلات بين ستالين وميخالكوف وإل ريغيستان حول نص النشيد وكلماته، وفي 14 ديسمبر 1943 صدر قرار المكتب السياسي للحزب الشيوعي بالموافقة على النشيد، وعزف النشيد لأول مرة في رأس السنة عبر الراديو.
في سياق حملة اجتثاث الستالينية التي قادها رئيس الاتحاد السوفيتي، نيكيتا خروتشوف، أصدرت اللجنة المركزية للحزب الشيوعي في 7 ديسمبر 1955 قرارًا بالإعلان عن مسابقةٍ مغلقةٍ لوضع نشيد جديد للبلاد، شارك في المسابقة عدد من الملحنين والشعراء، واختيرت عدة نصوص، لكن لم يصدر أي قرار نهائي.
وفي 25 فبراير 1956، ألقى خروتشوف خطبةً بعنوان «عبادة الشخصية وأضرارها» (بالروسية: О культе личности и его последствиях) في المؤتمر العشرين للحزب الشيوعي، وقد خصصت الخطبة لإدانة عبادة شخص ستالين. وبسبب ذكر ستالين في نص النشيد، أصبح النشيد منذ ذلك الوقت مقتصرًا على اللحن دون النص. لم يصدر قرار رسمي بإلغاء نص النشيد، لذلك في بعض المناسبات الرياضية كان النشيد يُعزف مع النص الستاليني. في بعض المحادثات الجانبية، كان النشيد يسمى «الأغنية عديمة الكلمات».
خلال السبعينات، عمل ميخاكلوف على تعديل نص النشيد مع الحكومة السوفيتية، وفي 27 مايو 1977 صدر قرار هيئة رئاسة مجلس السوفيت الأعلى باعتماد النص الجديد لنشيد الاتحاد السوفيتي، أبرز التغييرات التي جرت على النشيد كانت حذف جميع الإشارات إلى الحروب، بالإضافة إلى حذف اسم ستالين، وتوحيد نص الجوقة.
كان نشيد الاتحاد السوفيتي نشيدًا أيضًا لجمهورية روسيا السوفيتية، واستمر ذلك حتى 23 نوفمبر 1990، حينها أصبحت الأغنية الوطنية نشيدًا لجمهورية روسيا السوفيتية، وبقي نشيد الاتحاد السوفيتي نشيدًا للاتحاد ككل. بعد تفكك الاتحاد السوفيتي، استمرت الأغنية الوطنية كنشيد لروسيا الاتحادية.

### الاتحاد الروسي

#### الأغنية الوطنية
الأغنية الوطنية (بالروسية: Патриотическая песня) هي مقطوعة موسيقية ألفها ميخائيل غلينكا في 1833، لا تمتلك المقطوعة كلماتٍ خاصةٍ بها، حيث يعتقد أن غلينكا ألفها لتكون لحنًا لكلمات نشيد صلاة الروس، اعتمدت لأول مرة كنشيد وطني في 23 نوفمبر 1990 لجمهورية روسيا السوفيتية، وثم بعد تفكك الاتحاد السوفيتي اعتمدت نشيدًا لروسيا الاتحادية. في 1999، نُظمت مسابقة لكتابة كلمات للأغنية، وفاز النص الذي قدمه فيكتور رادوغين (بالروسية: Виктор Радугин) والذي يبدأ بـ«المجد لك، المجد لك — وطني روسيا!» «!Славься, славься, родина — Россия» لكن لم يُعتمد النص رسميًّا، بسبب استقالة يلتسن المفاجئة.

#### النشيد الحالي

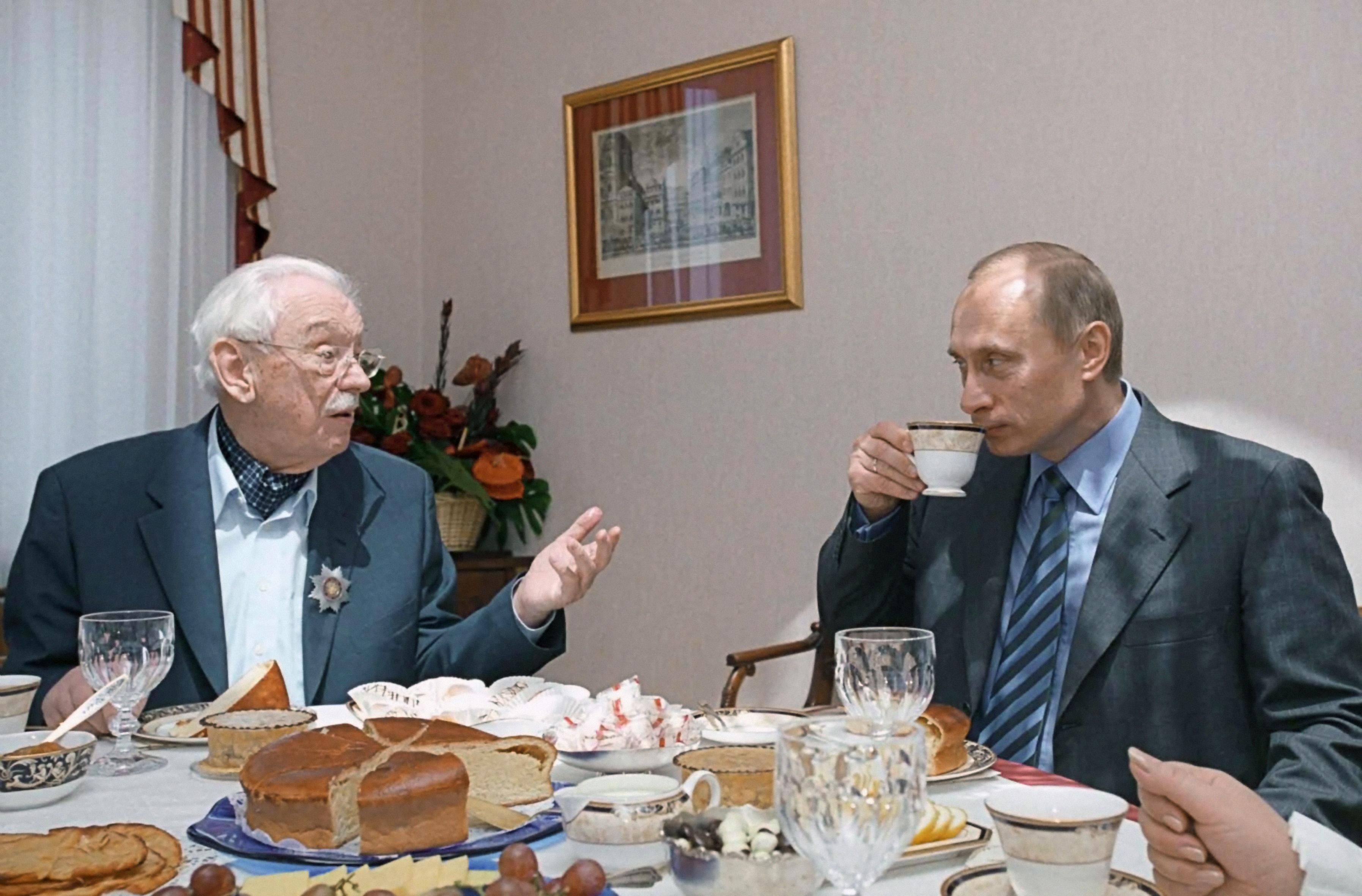
كاتب كلمات نشيد الاتحاد السوفيتي والاتحاد الروسي، سيرغي ميخالكوف، مع الرئيس الروسي فلاديمير بوتين، 13 مارس 2003.

في أكتوبر 2000، اجتمع بوتين مع مجموعة من الرياضيين الروس الذين أعربوا عن استيائهم من كون النشيد (الأغنية الوطنية) بلا كلمات؛ حيث أن عدم غنائهم للنشيد يحبط معنوياتهم في الأحداث الرياضية.
في 8 ديسمبر 2000 اعتمد مجلس الدوما لحن النشيد السوفيتي أساسًا للحن النشيد الروسي، وقد صوت 381 نائبًا لصالح القرار، مقابل 51 ضد القرار، وامتنع 2 عن التصويت. نصَّ القانون على أن ينشئ رئيس الدولة لجنة لمراجعة نسخ الكلمات المقترحة للنشيد.
راجعت اللجنة حوالي 6000 نسخة لكلمات النشيد. وفي الأخير، اختارت النص الذي تقدم به ميخالكوف.
قبل الاعتماد الرسمي، تسربت مسودة أولية من النسخة التي كتبها ميخالكوف، وقد تعرضت لانتقادات شديدة في مجلس الدوما للمبالغة في ذكر الإله ورموز الدولة فيها. أثناء مداولات الدوما اقتُرحت عدة نسخ أخرى للنشيد.
في 20 ديسمبر 2000، وافق مجلس الاتحاد على قانون النشيد الروسي، وفي 25 ديسمبر وقع فلاديمير بوتين قانونًا يعتمد لحن النشيد ونُشِر القانون في صحيفة راسيسكايا غازيتا، وفي 30 ديسمبر صدر قانون اعتماد نص النشيد.
عزف النشيد رسميًا لأول مرة في قصر الكرملين الكبير في حفل استقبال بمناسبة العام الجديد.
سبق وأن ذكر فلاديمير بوتين أنَّ نتائج الرأي العام تظهر أن أغلب مواطني روسيا يفضلون ألحان ألكسندروف، وقال لمن يرفضون إعادة استخدام اللحن السوفيتي: «...إذا اتفقنا على أنَّه من المستحيل استخدام رموز الحقب السابقة، من ضمنها الحقبة السوفيتية، فإذًا علينا أن نعترف أن الأجيال الماضية، آبائنا وأمهاتنا، عاشوا بلا فائدة، عاشوا حياة بلا معنى، عاشوا عبثًا.. لا يمكن أن أتفق مع هذا، لا بعقلي ولا بقلبي.»
في أبريل 2022، أعلن وزير التعليم الروسي سيرغي كرافتسوف أنه ابتداءً من العام الدراسي الجديد سيردد الطلاب النشيد الوطني في بداية كل أسبوع دراسي وسيُرفع العلم الوطني مع ترديد النشيد.

## النص الرسمي
يتكون النشيد من ثلاث مقاطع، وجوقة تكرر بعد نهاية كل مقطع.
| النص الرسمي | نقحرة | ترجمة عربية |
| --- | --- | --- |
| Россия — священная наша держава, Россия — любимая наша страна. Могучая воля, великая слава — Твоё достоянье на все времена! Припев: Славься, Отечество наше свободное, Братских народов союз вековой, Предками данная мудрость народная! Славься, страна! Мы гордимся тобой! От южных морей до полярного края Раскинулись наши леса и поля. Одна ты на свете! Одна ты такая — Хранимая Богом родная земля! Припев: Славься, Отечество наше свободное, Братских народов союз вековой, Предками данная мудрость народная! Славься, страна! Мы гордимся тобой! Широкий простор для мечты и для жизни Грядущие нам открывают года. Нам силу даёт наша верность Отчизне. Так было, так есть и так будет всегда! Припев: Славься, Отечество наше свободное, Братских народов союз вековой, Предками данная мудрость народная! Славься, страна! Мы гордимся тобой! | راسيا سڤيشِينايا ناشا ديرچاڤا راسيا لوُبيمايا ناشا سترانا ماقوتشايا ڤولْا، فيليكيا سلاڤا تڤايو داستاياني نا ڤسي ڤريمِنا بربيف: سلاڤسيا أتيشستڤا، ناشه سڤابودنايى براتسكيخ نارودف سايوز ڤيكاڤوي بريدكامي دانيا مودراست نارودنيا سلاڤسيا، سترانا! مي قارديمسا تابوي آت يوچنيخ ماري دا باليارناڤا كرايا راسكينوليس ناشي ليسا إي باليا آدنا تي نا سڤيتي! آدنا تي تاكايا خرانيميا بوقام رادنايا زِيملاْ بربيف: سلاڤسيا أتيشستڤا، ناشه سڤابودنايى براتسكيخ نارودف سايوز ڤيكاڤوي بريدكامي دانيا مودراست نارودنيا سلاڤسيا، سترانا! مي قارديمسا تابوي شيروكي براستور دلا ميشتي إي دلا چيزني قريدوشيي نام أتكريڤايوت قادا نام سيلو دايوت ناشا ڤيرناست آتشيزني تاك بيلا، تاك ييست إي تاك بوديت فسيقدا بربيف: سلاڤسيا أتيشستڤا، ناشه سڤابودنايى براتسكيخ نارودف سايوز ڤيكاڤوي بريدكامي دانيا مودراست نارودنيا سلاڤسيا، سترانا! مي قارديمسا تابوي | روسيا أنت قوتنا المقدسة روسيا أنت بلدنا المحبوب الإرادة القويّة والمجد العظيم هي لك في كل العصور جوقة: المجد لك يا أرض آبائنا الحرة اتحاد عريق من الشعوب الشقيقة حكمة شعبية معطاة من الأجداد المجد لك يا بلادنا، نحن نفخر بك من البحار الجنوبية إلى المنطقة القطبية تمتد غاباتنا وحقولنا أنتِ فريدة في العالم ليس مثلك أحد أرضنا الأم المحفوظة من قبل الرب جوقة: المجد لك يا أرض آبائنا الحرة اتحاد عريق من الشعوب الشقيقة حكمة شعبية معطاة من الأجداد المجد لك يا بلادنا، نحن نفخر بك مساحات واسعة للأحلام والحياة مفتوحة أمامنا للسنين القادمة ولاؤنا لوطننا يعطينا القوة هكذا كان وهكذا كائن وسوف يكون دائماً جوقة: المجد لك يا أرض آبائنا الحرة اتحاد عريق من الشعوب الشقيقة حكمة شعبية معطاة من الأجداد المجد لك يا بلادنا، نحن نفخر بك |

## برتوكولات وسياسات النشيد الروسي
ينص القانون الاتحادي الدستوري المرتبط بنشيد الدولة لروسيا الاتحادية على عدة برتوكولات للنشيد الوطني، من أبرزها:
- المادة الثالثة: الحالات التي يؤدى فيها نشيد الاتحاد الروسي:
  - عند تنصيب رئيس الاتحاد الروسي، بعد حلف اليمين.
  - عند تنصيب رؤساء هيئات سلطة الدولة في الكيانات المكونة للاتحاد الروسي، ورؤساء هيئات الحكم الذاتي المحلي.
  - عند افتتاح واختتام جلسات مجلس الاتحاد للجمعية الاتحادية للاتحاد الروسي وجلسات مجلس الدوما التابع للجمعية الاتحادية للاتحاد الروسي.
  - خلال الحفل الرسمي لرفع علم دولة الاتحاد الروسي والاحتفالات الرسمية الأخرى.
  - خلال مراسم الترحيب والوداع لرؤساء الدول الأجنبية ورؤساء حكومات الدول الأجنبية والممثلين الرسميين للدول الأجنبية، وكذلك رؤساء المنظمات الحكومية الدولية والمنظمات الحكومية الدولية الذين يزورون الاتحاد الروسي في زيارات رسمية - وفقًا للبروتوكول الدبلوماسي -.
  - خلال الطقوس العسكرية - وفقًا للوائح العسكرية العامة للقوات المسلحة للاتحاد الروسي -.
  - عند افتتاح النصب التذكارية والمعالم التذكارية المنشأة بقرار من هيئات الدولة وهيئات الحكم الذاتي المحلية.
  - عند افتتاح واختتام الاجتماعات الرسمية المخصصة لأعياد الولاية والبلديات
  - في المنظمات التعليمية والمؤسسات التعليمية المهنية، بغض النظر عما إذا كانت حكومية أو خاصة - قبل الدرس الأول (الدرس) في يوم بداية العام الدراسي الجديد، وكذلك خلال الأحداث الاحتفالية التي تقيمها هذه المنظمات التعليمية المخصصة للدولة والعطل البلدية.
  - يمكن عزف النشيد الوطني للاتحاد الروسي في حالات أخرى خلال الاحتفالات التي تقيمها الهيئات الحكومية والسلطات المحلية، فضلاً عن المنظمات الحكومية وغير الحكومية.
- المادة الرابعة: يبث التلفزيون والإذاعة الحكومية النشيد الوطني للاتحاد الروسي في الأوقات التالية:
  - يوميًا - قبل البث وبعده، وللبث على مدار الساعة - الساعة 6:00 صباحًا والساعة 12:00 مساءً بالتوقيت المحلي
  - عشية رأس السنة الجديدة - بعد بث دقات الساعة على برج سباسكايا في الكرملين بموسكو في الساعة 12:00 مساءً بالتوقيت المحلي.
- المادة السابعة:
  - أثناء الأداء الرسمي للنشيد الوطني للاتحاد الروسي، يستمع الحاضرون إليه وهم واقفون، وعلى الرجال أن يكونوا دون أغطية للرأس.
  - إذا كان أداء النشيد الوطني للاتحاد الروسي مصحوبًا برفع العلم الوطني للاتحاد الروسي، فإن الحاضرين يتجهون لمواجهته.
  - ينظم أداء النشيد الوطني للاتحاد الروسي في الوحدات العسكرية وعلى السفن الحربية والسفن من خلال اللوائح العسكرية العامة للقوات المسلحة للاتحاد الروسي.
- المادة الثامنة:
  - استخدام نشيد الدولة للاتحاد الروسي في الأعمال الموسيقية والفنية الأخرى مسموح في الحالات والطرق التي يحددها رئيس الاتحاد الروسي.
- المادة التاسعة:
  - إن أداء واستخدام نشيد الدولة للاتحاد الروسي بطريقة تنتهك هذا القانون الدستوري، أو تدنيس النشيد، يحمل على مرتكبه المسؤولية وفقًا لتشريعات الاتحاد الروسي.

وفقًا للقانون المدني للاتحاد الروسي، فإن رموز الدولة (والتي يعد النشيد الوطني من ضمنها) غير خاضعة لحقوق التأليف والنشر.

## الآراء والانطباعات حول النشيد الحالي

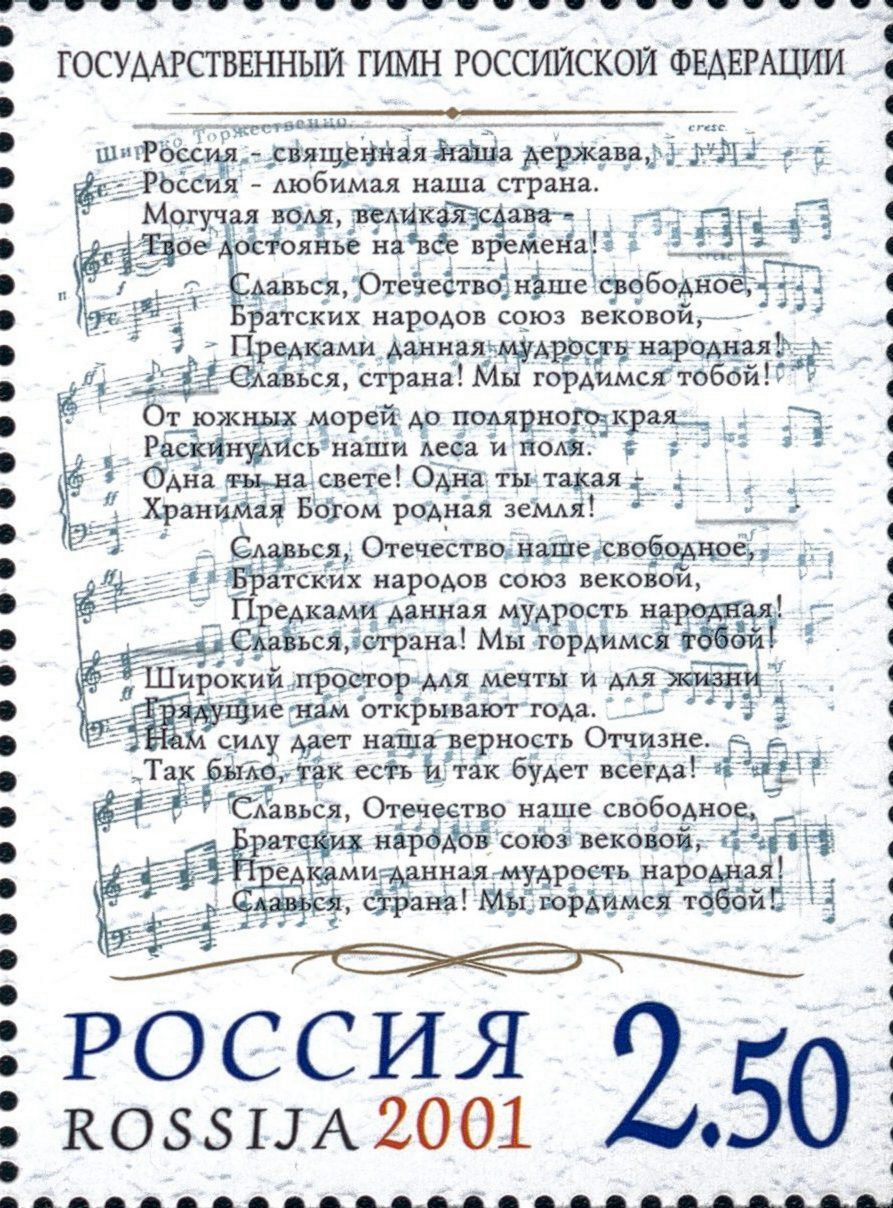
طابع بريدي من عام 2001 مكتوب عليه نص النشيد الوطني الروسي الحديث

### في روسيا
هناك آراء مختلفة حول النشيد في المجتمع الروسي.
اعترض الرئيس الروسي السابق بوريس يلتسين على عودة اللحن السوفيتي نشيدًا لروسيا، وقال أن «بوتين اتبعَ المزاج الشعبي بشكل أعمى». ورأى يلتسين أن إعادة النشيد السوفيتي ستمنع المجتمع من التخلي عن الذكريات السلبية للماضي السوفيتي. وأن الرياضيين لا يهتمون بالنشيد السوفيتي القديم.
عارض حزب يابلكا اعتماد اللحن السوفيتي نشيدًا لروسيا بحجة أن اعتماده سيحدث انقسامًا سياسيًا في المجتمع.
العديد من الأشخاص قالوا أنهم لا يمكنهم اعتبار لحن النشيد السوفيتي نشيدًا لروسيا. في 2001، في منتدى مع المواطنين حضره الرئيس بوتين، لم يُعزف النشيد، بسبب أن الناشطة لودميلا أليكسيفا وعدة أشخاص آخرين لن يقفوا أثناء أدائه.

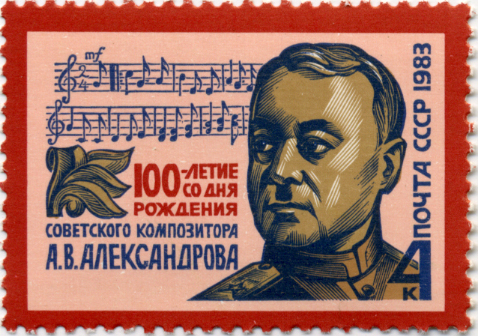
طابع بريدي من عام 1983 عليه صورة كاتب ألحان النشيد السوفيتي ألكسندر ألكسندروف بمناسبة مرور 100 عام على ميلاده.

أغلب من يعترضون على النشيد يعترضون من منطلق كون النشيد معتمدًا في فترة حكم ستالين، وعليه يرون أنه لا يوحد المجتمع نحو أهداف وأفكار مشتركة بل يفرقه ويقسمه. وهناك من اعتبره نهايةً للديمقراطية.
من ناحية أخرى، كان هناك تأييد لاعتماد النشيد من عدة شخصيات في المجتمع، أيد بطريرك الكنيسة الأرثوذكسية أليكسي الثاني اعتماد النشيد.
يؤيد الحزب الشيوعي الروسي بقوة النشيد على ألحان ألكسندروف، لكن بعض أعضائه اقترحوا إزالة اسم «الله» من النشيد من منطلق كون روسيا دولة علمانية، لكن اقتراحهم قوبل بالرفض من قبل الحكومة.
في بطولة أمم أوروبا 2004 أثناء عزف النشيد الروسي، التقطت كاميرات الفيديو لاعبي المنتخب الروسي وهم يمضغون العلكة، وقد أعرب بوتين عن استيائه من ذلك، وطلب من رئيس اللجنة الأولمبية الروسية أن يقول للاعبين أن يغنوا النشيد أثناء عزفه، لا أن يمضغوا العلكة.
وفقًا لإحصاءات مركز عموم روسيا لدراسة الرأي العام في عام 2019، فإن 85% من مواطني روسيا يشعرون بالفخر أو الاعتزاز عند سماع النشيد الوطني، ووفقًا لذات الإحصائية، استطاع 17% منهم استذكار المقطع الأول من النشيد الوطني بشكل صحيح، 42% منهم أعمارهم ما بين 18-24، و35% منهم أعمارهم ما بين 25-34. واستطاع 40% من مواطني روسيا استذكار المقطع الأول من النشيد، لكن مع أخطاء. و42% وجدوا صعوبة في الإجابة على السؤال ولم يتمكنوا من تذكر المقطع الأول من النشيد، 46% منهم أعمارهم ما بين 45-59، و49% منهم أعمارهم 60 عام فما فوق.
| بماذا تشعر عند سماع نشيد الدولة لروسيا؟ - استطلاع مركز عموم روسيا لدراسة الرأي العام (حسب السنة) | بماذا تشعر عند سماع نشيد الدولة لروسيا؟ - استطلاع مركز عموم روسيا لدراسة الرأي العام (حسب السنة) | بماذا تشعر عند سماع نشيد الدولة لروسيا؟ - استطلاع مركز عموم روسيا لدراسة الرأي العام (حسب السنة) | بماذا تشعر عند سماع نشيد الدولة لروسيا؟ - استطلاع مركز عموم روسيا لدراسة الرأي العام (حسب السنة) | بماذا تشعر عند سماع نشيد الدولة لروسيا؟ - استطلاع مركز عموم روسيا لدراسة الرأي العام (حسب السنة) | بماذا تشعر عند سماع نشيد الدولة لروسيا؟ - استطلاع مركز عموم روسيا لدراسة الرأي العام (حسب السنة) | بماذا تشعر عند سماع نشيد الدولة لروسيا؟ - استطلاع مركز عموم روسيا لدراسة الرأي العام (حسب السنة) | بماذا تشعر عند سماع نشيد الدولة لروسيا؟ - استطلاع مركز عموم روسيا لدراسة الرأي العام (حسب السنة) | بماذا تشعر عند سماع نشيد الدولة لروسيا؟ - استطلاع مركز عموم روسيا لدراسة الرأي العام (حسب السنة) | بماذا تشعر عند سماع نشيد الدولة لروسيا؟ - استطلاع مركز عموم روسيا لدراسة الرأي العام (حسب السنة) | بماذا تشعر عند سماع نشيد الدولة لروسيا؟ - استطلاع مركز عموم روسيا لدراسة الرأي العام (حسب السنة) |
| المشاعر/السنة                                                                                    | 2006                                                                                             | 2007                                                                                             | 2008                                                                                             | 2009                                                                                             | 2012                                                                                             | 2013                                                                                             | 2014                                                                                             | 2015                                                                                             | 2017                                                                                             | 2019                                                                                             |
| ------------------------------------------------------------------------------------------------ | ------------------------------------------------------------------------------------------------ | ------------------------------------------------------------------------------------------------ | ------------------------------------------------------------------------------------------------ | ------------------------------------------------------------------------------------------------ | ------------------------------------------------------------------------------------------------ | ------------------------------------------------------------------------------------------------ | ------------------------------------------------------------------------------------------------ | ------------------------------------------------------------------------------------------------ | ------------------------------------------------------------------------------------------------ | ------------------------------------------------------------------------------------------------ |
| الفخر، الإعجاب/التعاطف                                                                           | 77%                                                                                              | 73%                                                                                              | 81%                                                                                              | 81%                                                                                              | 82%                                                                                              | 84%                                                                                              | 89%                                                                                              | 85%                                                                                              | 88%                                                                                              | 85%                                                                                              |
| اللامبلاة، لا أشعر بشيء                                                                          | 17%                                                                                              | 16%                                                                                              | 14%                                                                                              | 14%                                                                                              | 14%                                                                                              | 14%                                                                                              | 10%                                                                                              | 11%                                                                                              | 6%                                                                                               | 11%                                                                                              |
| الانزعاج، الخجل/الكره                                                                            | 4%                                                                                               | 3%                                                                                               | 1%                                                                                               | 2%                                                                                               | 2%                                                                                               | 0%                                                                                               | 0%                                                                                               | 1%                                                                                               | 3%                                                                                               | 2%                                                                                               |
| من الصعب الإجابة                                                                                 | 2%                                                                                               | 8%                                                                                               | 4%                                                                                               | 3%                                                                                               | 2%                                                                                               | 2%                                                                                               | 1%                                                                                               | 3%                                                                                               | 3%                                                                                               | 2%                                                                                               |

### عالميًا
صنف الناقد الموسيقي والسياسي السابق البريطاني ديفيد ميلور النشيد الوطني الروسي ثالث أفضل نشيد وطني في العالم من بين 10 أناشيد وطنية.
صنفت صحيفة لانترنوت الفرنسية النشيد الوطني الروسي ثالث أجمل نشيد وطني.
صنف المحررون الدوليون لموقع جول الرياضي النشيد الروسي أفضل نشيد وطني من بين 10 أناشيد وطنية.

## حقائق حول النشيد

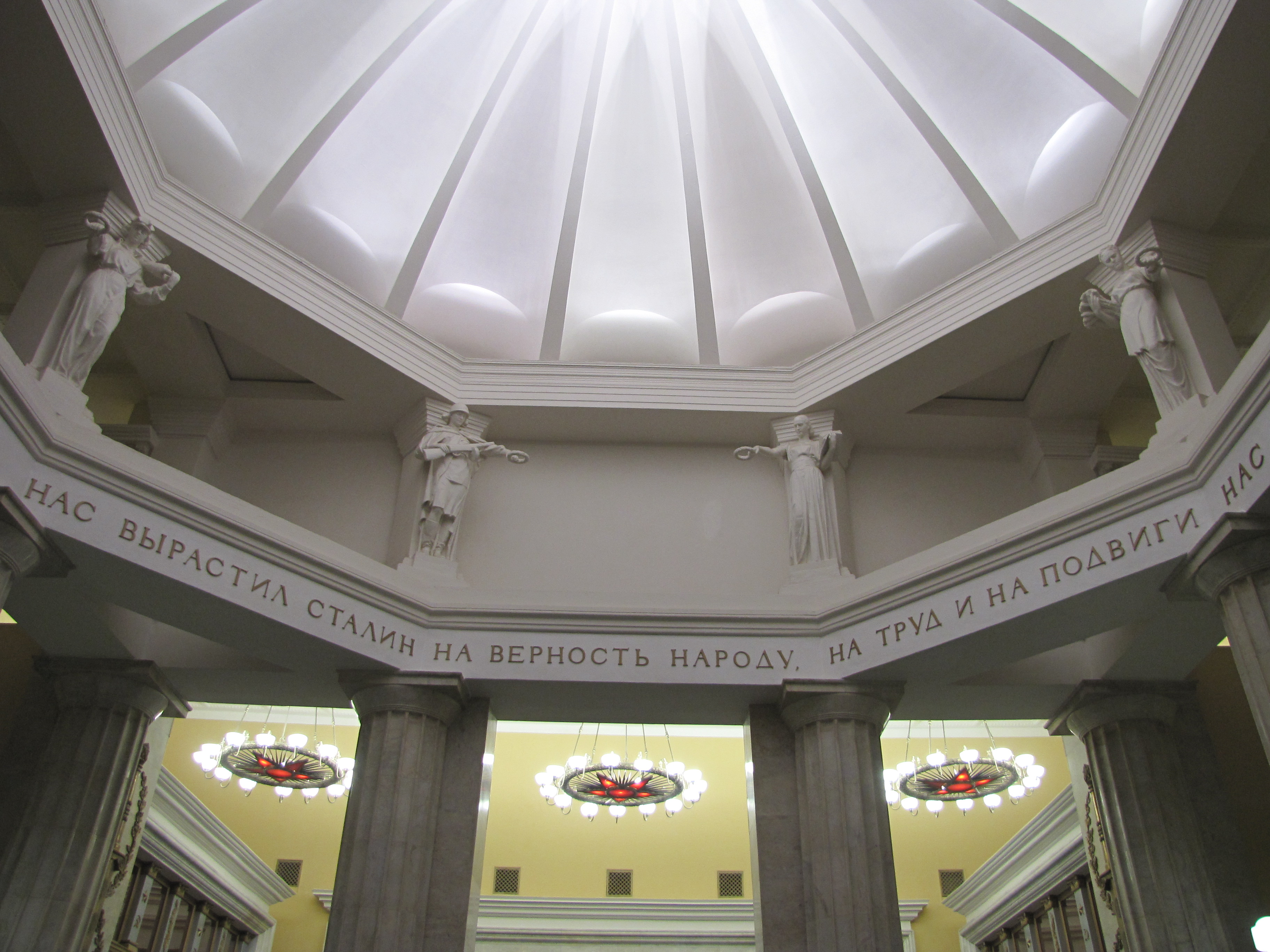
في محطة مترو كورسكايا في موسكو.

- « العبارة الوحيدة في النشيد التي بقيت دون تعديل منذ النص الأول عام 1944 وثم تعديل عام 1977 وثم النشيد الجديد عام 2000 هي (بالروسية: Славься, Отечество наше свободное) والتي تعني «المجد لك، وطننا الحر».»
- «هناك تشابه بين مقطع من أوركسترا «الملحمة - افتتاحية» (بالروسية: Былина, увертюра) التي ألفها فاسيلي سيرغيفيتش كالينيكاف بين عامي 1892—1893، وبين اللحن المستخدم للنشيد الوطني الذي ألفه ألكسندر ألكسندروف عام 1938.[76]»
- « في 2 ديسمبر 2019 بمناسبة مرور 75 عام على اعتماد النشيد (منذ عام 1944) قام 48 ألف شخص من ضمنهم أوركسترا تضم 8097 عازفًا بأداء النشيد الوطني الروسي في استاد كريستوفسكي في سانت بيتربورغ،[77][78] وسُجل ذلك رقمًا قياسيًّا عالميًّا في موسوعة غينيس للأرقام القياسية.[79][80]»
- «في محطة مترو كورسكايا، في موسكو، منقوش على أعلى الجدار جوقة النشيد السوفيتي الأول. وقد طمست سابقًا عام 1961، خلال حملات اجتثاث الستالينية؛ وعند إعادة ترميم المحطة في 2009 أعيد النص الستاليني.»

## وصلات خارجية
- القانون الدستوري الاتحادي المرتبط بنشيد الدولة لروسيا الاتحادية؛ النص الكامل. (بالروسية)
- تاريخ إنشاء نشيد الاتحاد السوفيتي 1942-1944؛ وزارة الثقافة الروسية -مؤرشف-.
- أداء النشيد الروسي أثناء الاحتفال بيوم روسيا في عام 2015 على يوتيوب